# Ștefan Stratimirovici
Ștefan Stratimirovici (în sârbă Стефан Стратимировић, n. 27 decembrie 1757/7 ianuarie 1758, Kulpin⁠(d), Districtul Bačka de Sud, Serbia – d. 22 septembrie 1836, Sremski Karlovci, Granița Militară Slavonă, Serbia) a fost mitropolitul sârbilor ortodocși din Imperiul Austriac între 1790 și 1836. 
A fost numit mitropolit la vârsta de 33 de ani. Ca lider al Bisericii Ortodoxe Sârbe l-a susținut pe Karađorđe Petrović, conducătorul Primei Revoluții Sârbe împotriva Imperiului Otoman, și s-a implicat activ în suprimarea Revoluției lui Tican din 1807 împotriva autorităților austriece.